# My Truly, Truly Fair
"My Truly, Truly Fair" is een popnummer uit 1951. Het nummer is geschreven door Bob Merrill en voor het eerst uitgebracht in een uitvoering door de Amerikaanse zanger Guy Mitchell met een orkest onder leiding van Mitch Miller. Het nummer werd op 30 april 1951 opgenomen en korte tijd later door Columbia Records uitgebracht. In de Billboard hitlijst behaalde het de tweede plek.
Vic Damone nam in hetzelfde jaar een versie op bij Mercury Records, deze haalde de 18e plek in de Billboard Best Seller-hitlijst.
Ook Alberto Semprini en Tommy Dorsey hebben het nummer opgenomen. De Franse zangeres en actrice Line Renaud had in Franstalige landen succes met de vertaling "Ma Petite Folie" van het nummer.

## NPO Radio 2 Top 2000
| Nummer met noteringen in de NPO Radio 2 Top 2000 | '99  | '00  | '01-'02 | '03  |
| ------------------------------------------------ | ---- | ---- | ------- | ---- |
| My Truly, Truly Fair                             | 1495 | 1728 | -       | 1958 |

1. ↑  Een '-' betekent dat het nummer niet was genoteerd en een vetgedrukt getal geeft de hoogste notering aan.
2. ↑  Deze tabel is bijgewerkt tot en met de laatste editie (2024).